# Frei Vicente do Salvador
Frei Vicente do Salvador, nascut com a Vicente Rodrigues Palha, OFM (Salvador, 20 de desembre de 1564 — 1635) fou un frare (en portuguès, frei) franciscà brasiler. Va ser el primer autor d'una história de la jove colònia portuguesa, i per això va rebre per tal el títol de Pai da história brasileira ('pare de la història brasilera').